# К
К (minuskule к) je písmeno cyrilice. Jeho tvar se v minuskulní i majuskulní variantě shoduje s tvarem majuskule písmena K v latince.
V latince písmenu К odpovídá písmeno K (k), v arménském písmu mu odpovídá písmeno Կ (կ), v gruzínském písmu písmeno კ.
V hlaholici písmenu К odpovídá písmeno Ⰽ.